# Tristenium longicorne
Tristenium longicorne là một loài chân đều trong họ Stenetriidae. Loài này được Lucas miêu tả khoa học năm 1849.